# Combate del Albujón
El combate del Albujón fue un enfrentamiento militar ocurrido el 21 de septiembre del año 1706 entre las tropas borbónicas, dirigidas por el comandante Patricio Morán y el cabo José Hernández, y las austracistas junto a sus aliados ingleses, en el contexto de la guerra de sucesión española. El encuentro tuvo lugar en la localidad murciana de El Albujón y se saldó con una victoria borbónica que, junto a la obtenida ese mismo mes en la batalla del Huerto de las Bombas, determinó la reconquista del enclave de Cartagena y evidenció el fiasco de la campaña austracista en el reino de Murcia.

## Antecedentes

### El reino de Murcia ante el conflicto sucesorio
Tras el estallido de la guerra de sucesión en 1701, el reino de Murcia permaneció alineado en el bando borbónico, de la misma manera que hicieron, en general, los territorios de la Corona de Castilla. Hubo sin embargo algunas reticencias en Cartagena, ciudad con fuertes vínculos mercantiles con los Estados de la Gran Alianza, y cuyos regidores demoraron la ceremonia del juramento de fidelidad a Felipe de Anjou durante un año.
La posición felipista en la jurisdicción quedó reforzada con la llegada a Murcia de Luis Antonio de Belluga y Moncada, en mayo de 1705. Este canónigo, que entendía la ascensión al trono del rey Felipe como un designio de la divina providencia, apareció en calidad de Obispo de Cartagena, aunque pronto asumió el mando político y militar. En el momento inmediato al que el obispo ocupó su sede diocesana, la guerra parecía tornarse en favor de la causa del archiduque Carlos de Austria, cuyos partidarios habían logrado en octubre la capitulación de Barcelona. Asegurado el dominio habsburguista del Principado de Cataluña, el pretendiente Carlos desembarcó el día 22 de octubre en la Ciudad Condal, siendo proclamado Carlos III de España tras jurar las constituciones catalanas mientras las tropas aliadas lanzaban una ofensiva sobre los reinos de Valencia y Aragón, cuyas capitales caerían en diciembre de 1705 y junio de 1706, respectivamente. En el reino valenciano, el carolismo fue capitaneado por los maulets de Juan Bautista Basset, un grupo de partisanos campesinos y mercaderes movidos por su hostilidad a los privilegios feudales.
Con el teatro de operaciones cada vez más cerca del reino murciano, el obispo Belluga comenzó a enviar expediciones de milicias al auxilio de diversas plazas alicantinas, y desplegar una campaña de movilización social que cristalizó con la publicación del periódico La Gazeta de Murcia, al tiempo que perseguía a los agentes austracistas con la colaboración de la Inquisición.

### La toma austracista de Cartagena

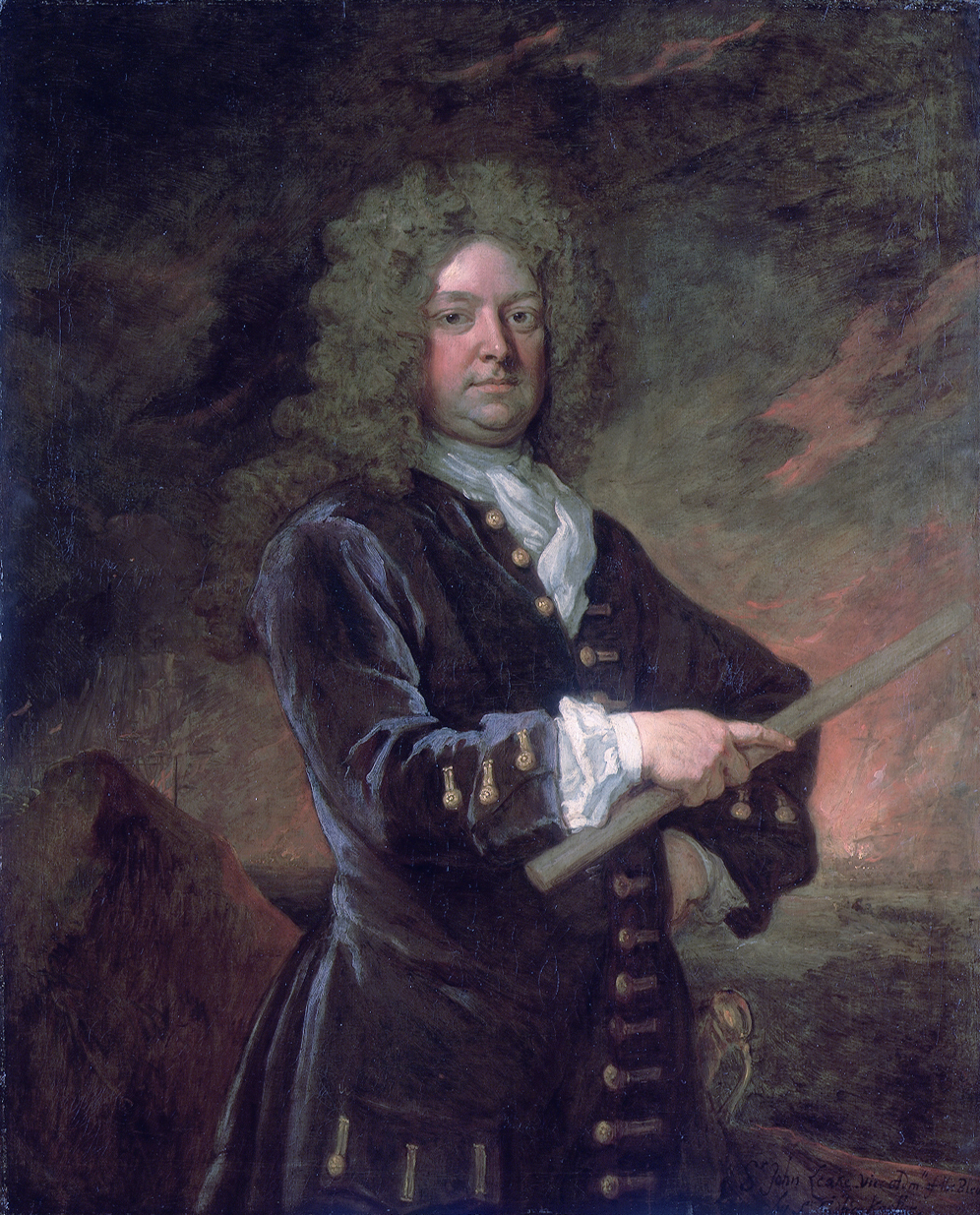
Leake, circa 1712. Godfrey Kneller, Museo Marítimo Nacional de Londres.

Entrado el año 1706, no parecía que fueran a mejorar las circunstancias para los borbónicos. Si en enero un contingente despachado por el prelado Belluga había logrado romper el asedio al que estaba sometida Alicante, en junio Elche pasaba a manos de los imperiales. La amenaza que para la Murcia felipista suponía la ocupación de esta localidad no haría más que agravarse durante ese mismo mes, con los acontecimientos sucedidos entre el 22 y el 24 de junio.
Antes de aquellas fechas, se habían reunido en Cartagena dos naves cargadas con 40 000 pesos, municiones y alimentos destinados a la guarnición de la plaza fuerte norteafricana de Orán, sitiada por el bey Mustapha Bouchelaghem de Muaskar. El responsable de hacer la entrega era el conde de Santa Cruz de los Manueles, a la sazón cuatralbo de las galeras reales, quien estaba involucrado en una conspiración austrófila en la ciudad. Por este motivo, al salir de puerto lideró un motín en el que anunció su lealtad a Carlos III y abandonó el rumbo a la Berbería para dejarse alcanzar por la Royal Navy inglesa al mando del vicealmirante John Leake, que había partido desde Altea en su busca. En la mañana del 24 de junio, se producía la entrada inglesa en Cartagena, y los regidores más afines a los sublevados se encargaban de negociar la capitulación. Una semana más tarde, tenía lugar la primera entrada en Madrid del archiduque Carlos, donde se le coronó ante la patente animadversión de los castellanos.
De nada habían servido las tentativas del rey Felipe V de ganarse la vacilante fidelidad de la ciudad, a la que había querido satisfacer concediéndole la antigua reivindicación de un corregimiento propio e independiente del murciano. Los partidarios de la Casa de Habsburgo se habían hecho con un estratégico puerto, resguardado de forma natural gracias a su situación en una bahía y que, desde 1670, era la base naval permanente de las galeras españolas en el mar Mediterráneo. Por lo tanto, su captura había sido un objetivo primordial para la conquista del reino de Murcia y la consolidación austracista en el Levante, dada su significación tanto comercial como militar.
La rendición de Cartagena tuvo como consecuencia casi inmediata la defección en julio del marqués de Rafal junto a la ciudad de Orihuela, así como el avance imperial sobre Albacete, Almansa y Chinchilla de Montearagón, y como efecto más tardío la caída de Orán en enero de 1708, a causa de la falta provisiones. Ante esta alarmante coyuntura en la que el reino murciano se convertía en escenario de la contienda, el rey Felipe nombró a Belluga capitán general y virrey de Murcia y Valencia el 11 de julio de 1706, con el cometido de hacer frente a esta amenaza.

### El Huerto de las Bombas y la contraofensiva borbónica

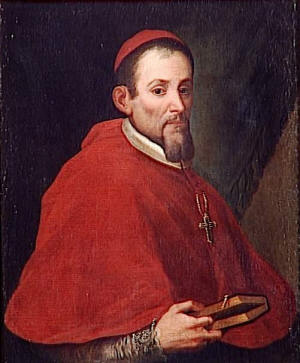
Belluga durante su etapa de cardenal. Anónimo romano, Museo Fesch de Ajaccio.

La ciudad de Murcia había quedado aislada desde el norte —Albacete y Almansa—, el sur —Cartagena— y el este —Orihuela—, subsistiendo únicamente sus líneas de comunicación con Andalucía, por el oeste. Los austracistas enviaron el 18 de agosto una delegación con la que demandaban la rendición de la capital, que recibió una tajante negativa por parte de Belluga, resuelto a mantener la adhesión del reino a Felipe V a toda costa. En contrapartida, Madrid había regresado a manos felipistas haciendo patente el fracaso del archiduque en su intento de atraerse a la población castellana.
Entre mediados de agosto y los primeros días de septiembre se produjeron escaramuzas en los alrededores de Murcia, que presagiaban el asalto final. A la vez que lanzaban razias sobre los pueblos de la Cordillera Sur, los carolistas tomaban Beniel y Espinardo entre el 24 y el 27 de agosto. El obispo Belluga partió hacia Lorca para ponerse a la cabeza de las tropas de refuerzo provenientes de Andalucía, mientras dejaba instrucciones precisas al brigadier Fernando de Arias y Ozores para que se hiciera cargo de la defensa de la ciudad.
El enfrentamiento decisivo tendría lugar el sábado 4 de septiembre, en la llamada batalla del Huerto de las Bombas. Un regimiento anglo-neerlandés de unos 6000 hombres con varios cañones se aproximó desde Orihuela a la parte septentrional de la huerta murciana, donde les esperaban los soldados borbónicos parapetados en las acequias y plantaciones. Siguiendo el plan ideado por el obispo, se abrieron las compuertas de las acequias, inundando la huerta e impidiendo las maniobras de la caballería enemiga. A aquello siguió una refriega con artillería en la casa conocida desde entonces como «del Huerto de las Bombas», que provocó tantas bajas en las filas austracistas que se vieron obligados a retirarse.
La batalla fue magnificada por la propaganda del bando angevino, pero permitió aliviar la presión sobre Murcia y que los partidarios de Felipe V pudieran lanzar una contraofensiva. El virrey Belluga reapareció con fuerzas de refresco y fijó como prioridad la reconquista de Cartagena, motivo por el cual implantó una cadena de puestos de vigilancia a lo largo de las localidades fronterizas con la comarca del Campo de Cartagena, a fin de cortar las comunicaciones terrestres del reducto cartagenero con los núcleos austracistas valencianos. Entre estos núcleos se encontraba ahora Alicante, que había capitulado en septiembre tras haber vuelto a ser cercada en agosto.

## El combate
La principal fuente de información acerca de este combate es el número de La Gazeta de Murcia perteneciente al 23 de septiembre de 1706, y que relata una acción bélica ocurrida dos días antes en la localidad de El Albujón, situada a medio camino entre Cartagena y Murcia. Desde antes de la puesta en marcha del bloqueo habían sido comunes los choques de baja intensidad entre partidas de milicianos de ambos bandos, debidas en muchas ocasiones a incursiones como las que practicaban algunas bandas de migueletes valencianos o expediciones de saqueo, como el efectuado en junio en las proximidades de Torre-Pacheco, en el que sólo los borbónicos sufrieron 5 muertos y 10 heridos.
El martes 21 de septiembre salió de Murcia un contingente de 400 soldados de caballería y 200 de infantería, dirigido el escuadrón ecuestre por el comandante Patricio Morán y la compañía de infantes por el cabo José Hernández, de gran popularidad entre la soldadesca por su renombrada actuación en el Huerto de las Bombas dos semanas antes. El objetivo de este destacamento era entorpecer los trabajos de recogida del trigo, de forma que se estrechara el bloqueo o «cordón», como es referido en La Gazeta. Al llegar a la aldea de El Albujón encontraron a unos 350 soldados austracistas entre caballería e infantería, de los cuales todo el grupo de hombres a caballo se retiró a Cartagena al comprobar la superioridad numérica de los contrarios. La caballería borbónica cargó entonces contra la infantería imperial, que retrocedió y se atrincheró en las casas y la torre del pueblo —de origen andalusí y desaparecida en la actualidad—. Los felipistas arremetieron contra los defensores de la torre, hasta que estos se dieron a la fuga sin dejar de ser perseguidos.
Los partidarios del Archiduque, entre los que se encontraban soldados regulares ingleses —los célebres casacas rojas—, perdieron toda la unidad de hombres a pie, entre muertos, capturados y huidos. Los prisioneros, cifrados por La Gazeta en al menos 54 personas, fueron llevados a Murcia junto a los bienes que se requisaron en el pueblo, cinco carros de cereal y un gran número de cabezas de ganado. Los angevinos por su parte sufrieron menores bajas que sus adversarios, si bien entre ellas se encontraba la del cabo Hernández.

## Consecuencias

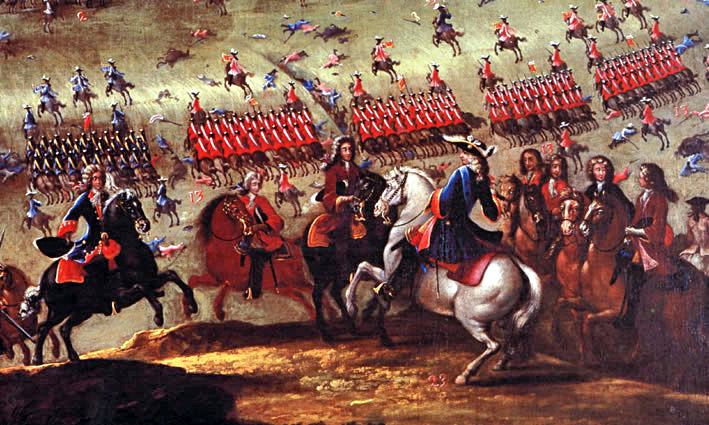
Detalle de La batalla de Almansa, 1709. Buonaventura Ligli, Museo del Prado de Madrid.

La consecuencia inmediata del combate fue el repliegue total de las tropas austracistas hacia el interior de las murallas de Cartagena y el comienzo del asedio de la plaza, si bien los choques extramuros continuaron hasta su rendición. Belluga recurrió al reclutamiento de levas en aquellos lugares del reino de Murcia que no se habían visto afectados por la guerra, y sus filas se incrementaron a finales de octubre con la llegada del veterano ejército francés del duque de Berwick y el regimiento de dragones irlandeses del coronel Daniel O'Mahony. Berwick, a la sazón distinguido con el título de Mariscal de Francia, había acudido al Levante en respuesta a las repetidas reclamaciones de ayuda por parte del Obispo al rey Felipe V, ocupando Orihuela y Elche entre los días 8 y 24 de octubre.
Sitiada por 4000 soldados de infantería, 1000 de caballería y un número indeterminado de milicianos, Cartagena resistió hasta la noche del 17 de noviembre de 1706, cuando su gobernador el conde de Galve capituló ante Berwick. La semana anterior se había intensificado el bombardeo sobre la plaza, y cuando se produjo la entrega los mandos borbónicos consintieron a sus subordinados darse al pillaje en la ciudad. Al día siguiente llegó una flota de socorro enviada por Carlos III, pero rehusó desembarcar los 5000 hombres que traía a bordo al comprobar que había llegado tarde. La Royal Navy, británica desde la firma del Acta de Unión de 1707, siguió merodeando el puerto cartagenero el resto del conflicto, pero no volvió a suponer un peligro serio.
El austracismo dejó de ser materia de preocupación para el reino murciano el 25 de abril de 1707, cuando el duque de Berwick obtiene una aplastante victoria sobre la Gran Alianza en la batalla de Almansa, en la que se destaca una brigada murciana. La batalla significó la apertura del avance sobre los reinos de Valencia y Aragón, que fueron ocupados sucesivamente entre mayo de 1707 y enero de 1708, ante la incapacidad de los aliados de levantar una resistencia entre unos habitantes desmotivados y contrariados por la derogación de las medidas antiseñoriales promulgadas por los maulets. El escenario bélico se trasladaba a Cataluña, último refugio habsburguista en la península ibérica.